# Petra Ernst
Petra Ernst, verheiratete Petra Ernst-Kühr (* 10. November 1957 in München; † 29. November 2016 in Graz) war eine deutsch-österreichische Literatur- und Kulturwissenschaftlerin.

## Leben und Karriere
Petra Ernst wurde am 10. November 1957 in München geboren und studierte nach ihrer Schulausbildung an den Universitäten Würzburg und München Deutsche Literatur, Linguistik, Musikwissenschaft und Theaterwissenschaft, ehe sie nach dem Studium ihre akademische Laufbahn in München begann. Im Laufe ihrer Tätigkeit kam sie auch an die Universität Graz, wo sie unter anderem die Leitung des Centrums für Jüdische Studien übernahm und diese Tätigkeit jahrelang ausübte. Des Weiteren war sie von 1992 bis 2007 als Leiterin des Referats für Auslandsbeziehungen und Öffentlichkeitsarbeit (ab dem Wintersemester 2001/02 als Abteilung für internationale Beziehungen bekannt) an der Universität für Musik und darstellende Kunst Graz aktiv.
Die sowohl künstlerisch als auch wissenschaftlich ausgebildete Ernst (sie studierte Gitarre an den Universitäten Wien und Frankfurt am Main) arbeitete auch an der Seite ihres späteren Ehemannes Gerd Kühr, eines international bekannten Komponisten und Dirigenten. Das Paar, das kinderlos blieb, hatte neben einem Wohnsitz in Graz seit 1996 eine Arbeitswohnung im Lesachtal. Hier entstanden in Zusammenarbeit diverse Werke, zum Beispiel die kleine Oper Agleia Federweiß, zu der Petra Ernst das Libretto schrieb, und die 2001 uraufgeführt wurde. Zusätzlich trat sie als Autorin diverser weiterer Libretti in Erscheinung und war zudem Kinderbuchautorin, Journalistin und Redakteurin. Mit Redaktions- und Verfassertätigkeiten war sie unter anderem für die Literaturzeitschrift Literatur in Bayern und für das Neue Handbuch der deutschsprachigen Gegenwartsliteratur seit 1945 beschäftigt; in letztgenanntem verfasste sie die Autorenporträts. Außerdem arbeitete sie am Internationalen Musikwettbewerb der ARD und an der 1. Münchener Biennale mit.
Petra Ernst veröffentlichte viele Sachartikel und Rezensionen, darunter in Programmheften des Münchener Bach-Chores, in der Literaturzeitschrift Literatur in Bayern oder im Literaturlexikon des Bertelsmann Verlages. Außerdem publizierte sie diverse Bücher der jüdisch-deutschen Literatur des 19. und frühen 20. Jahrhunderts mit dem Fokus auf die letzten Jahrzehnte der Habsburgermonarchie. Sie leitete ein Projekt über jüdisch-deutsche Literatur in der Zeit des Ersten Weltkrieges.
Sie war als Privatdozentin an der Grazer Universität Mitbegründerin des Centrums für Jüdische Studien sowie langjähriges Redaktionsmitglied der kulturwissenschaftlichen Zeitschrift transversal: Zeitschrift für Jüdische Studien, in den Jahren vor ihrem Ableben zudem Mitherausgeberin der Schriftenreihe des Centrums für Jüdische Studien. Zusammen mit dem Universitätsprofessor Stephan Moebius war sie Sprecherin des universitären Forschungsschwerpunktes Kultur- und Deutungsgeschichte Europas. Bei den Ausseer Gesprächen trat sie als Boardmitglied auf.
Am 29. November 2016, wenige Wochen nach ihrem 59. Geburtstag, starb Petra Ernst-Kühr nach langer, schwerer Krankheit in Graz. Nach einer Feuerbestattung wurde sie am 12. Dezember 2016 in einem Urnenbegräbnis in dem im selben Jahr neu errichteten Urnenpark des Zentralfriedhofes Graz beigesetzt.